# Terra sigillata

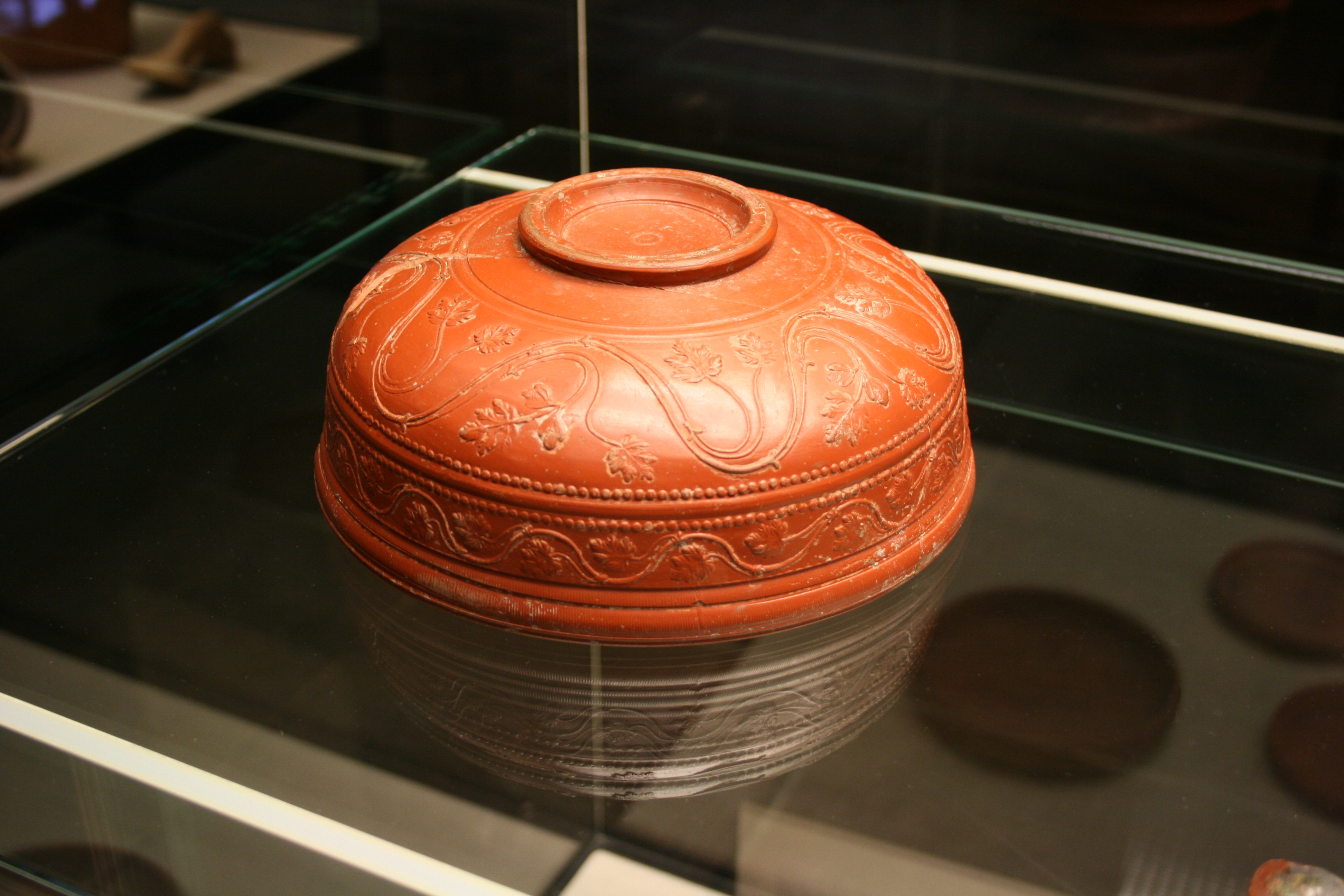
Római terra sigillata edény domborműves díszítéssel

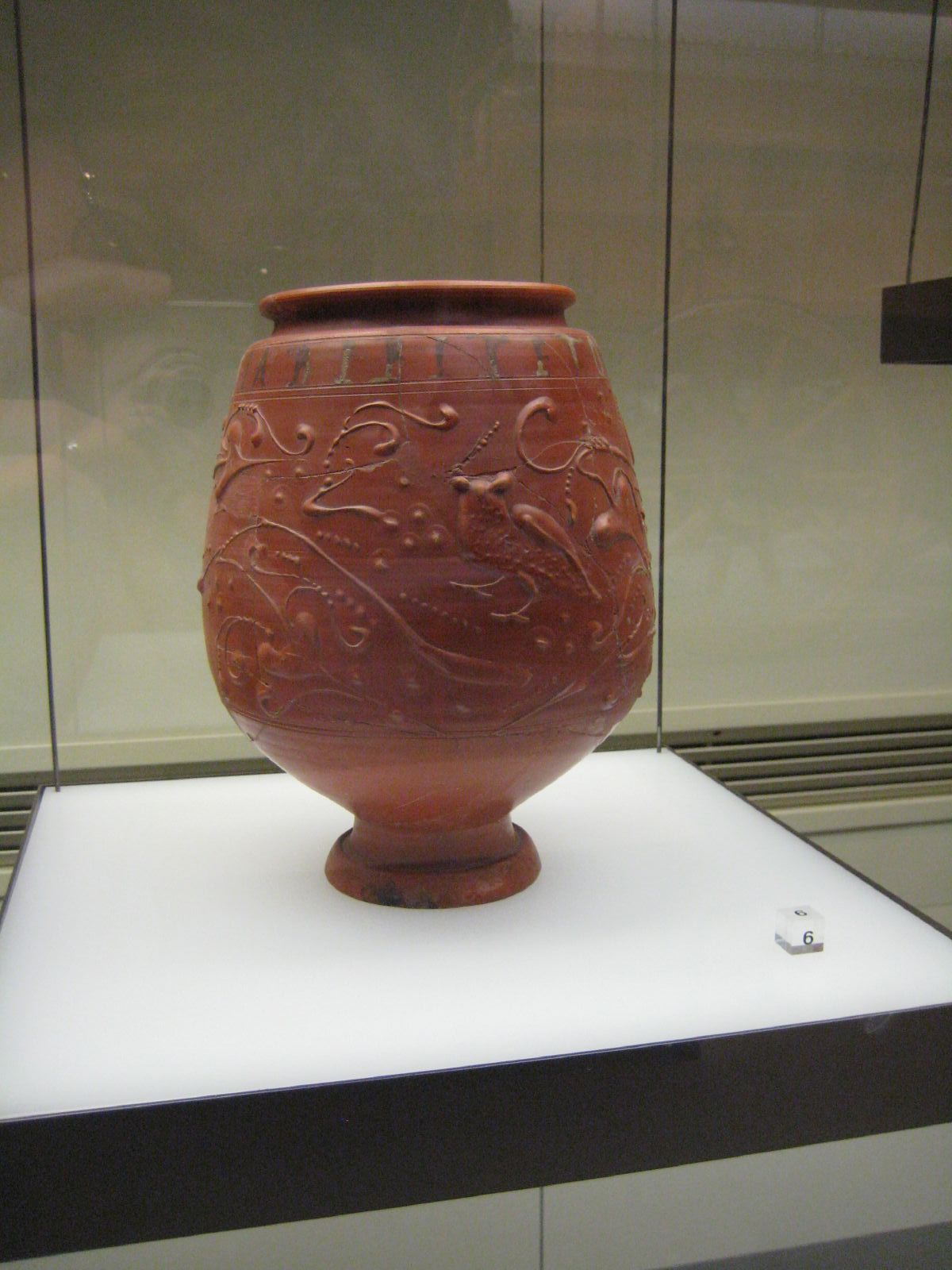
Terra sigillata edény

A terra sigillata (lain, kb. 'pecsételt föld'; kis képekkel díszített agyagra utal) kifejezésnek legalább három jelentése ismert:
1. Orvosi célra használt föld régi neve; azért nevezték pecsételtnek, mert Artemisz istennő fejét pecsételték rájuk, később az oszmán szultán pecsétjét. A reneszánsz idején úgy tartották, megvéd a mérgezéstől. Ez a terra sigillata kifejezés legrégebbi értelme, elsőként Lemnosz szigetén fordul elő; a ma hasonlóképpen nevezett edények az ókorban más néven voltak ismertek.
2. a régészetben a Római Birodalom bizonyos részein készült, fényes felületű vörös kerámiaedényekre használt összefoglaló kifejezés; nevének jelentésével ellentétben nemcsak domborműves, hanem díszítetlen edényekre is használják,
3. a kortárs képzőművészetben egy keramikustechnika, amelyet feltehetőleg az ókori fazekasmesterek művei inspiráltak.

Régészeti értelemben a terra sigillata kifejezéssel egy bizonyos fajta kerámiát illetnek, amit a római császárkorban Italia és Gallia (a mai Franciaország és Rajna-vidék) területén készítettek. Az ókorban az italiai mesterek munkáit gyakran vasa Arretina néven említették, mert Augustus korában Arretium (a mai Arezzo) városa híres volt erről a kerámiáról; ezt a típust már a reneszánsz korában is gyűjtötték. A gall műhelyekben készült kerámiák az angol szakirodalomban samian ware néven szerepelnek, a keleti és afrikai provinciákban gyártott hasonló edényeknek saját nevük van.
Színük a halvány narancssárgától az élénkvörösig terjed, felületük enyhén vagy határozottabban fényes. Nagy mennyiségben gyártották őket, egységes formákban és méretekben, és exporttermékként széles körben elterjedt. Különösen olyan helyeken gyártották, ahol már megvoltak a fazekasság hagyományai és megfelelő agyag is rendelkezésre állt, a császárkor elején a Pó vidékén, később terjedt el Galliában és Germaniában is; Európában a 3. század második felében már hanyatlásnak indult gyártásuk, de az észak-afrikai provinciákban még az 5. században is gyártották. Pannonia provinciában is készültek ilyen edények, a 2. század közepéről ismert az aquincumi Pacatus fazekas műhelye.
Régészeti szempontból az edények jelentőségét az adja, hogy gyakran igen pontosan datálhatóak és eloszlásuk betekintést enged a római gazdaság bizonyos részeibe.